# Jania rubens
Espèce
La Janie rouge (Jania rubens) est une espèce d’algues rouges de la famille des Corallinaceae.

## Liste des variétés
Selon Catalogue of Life (6 déc. 2012) :
- variété Jania rubens var. africana
- variété Jania rubens var. concatenata
- variété Jania rubens var. corniculata

Selon NCBI (6 déc. 2012) :
- variété Jania rubens var. corniculata
- variété Jania rubens var. rubens

Selon World Register of Marine Species (6 déc. 2012) :
- variété Jania rubens var. africana J.V.Lamouroux, 1816
- variété Jania rubens var. concatenata J.V.Lamouroux, 1816
- variété Jania rubens var. corniculata (Linnaeus) Yendo, 1905
- variété Jania rubens var. cristata (Linnaeus) J.V.Lamouroux